# Boeing 727
Boeing 727 là một máy bay thân hẹp, một tầng, 3 động cơ đầu tiên và duy nhất của Boeing. Được trang bị động cơ Pratt & Whitney JT8D.Chuyến bay đầu tiên vào năm 1963 và cũng là một trong nhiều loại máy bay phản lực phổ biến nhất trên thế giới. Hơn 1.830 chiếc Boeing 727 đã được bàn giao đến các khách hàng trên toàn thế giới. Kỷ lục về tiêu thụ loại máy bay được mua nhiều nhất trong lịch sử đã bị phá vỡ vào thập niên 1990 bởi dòng máy bay chị em của nó là Boeing 737. Tính đến Tháng 2 năm 2022, trong tổng số 1.832 chiếc Boeing 727-100/-200, chỉ một số ít vẫn còn đang hoạt động, đa phần đều bị nghỉ hưu.

## Lịch sử
Thiết kế của Boeing 727 đã nảy sinh như do một thỏa hiệp của các hãng hàng không United Airlines, American Airlines, và Eastern Airlines về cấu hình của một máy bay phản lực dân sự để phục vụ cho các thành phố nhỏ hơn có đường băng ngắn hơn cũng như để phù hợp với nhu cầu hành khách ít hơn. Hãng United Airlines muốn một loại máy bay có 4 động cơ cho những chuyến bay đến các sân bay có cao độ cao, đặc biệt là trung tâm hoạt động của hãng tại Sân bay quốc tế Stapleton tại Denver, Colorado. American Airlines muốn một máy bay có hai động cơ vì lý do hiệu quả, Eastern Airlines muốn một động cơ thứ 3 cho các chuyến bay qua những vùng biển như đến Caribbean. Cuối cùng, cả ba hãng hàng không đã thỏa thuận một chiếc máy bay phản lực ba động cơ, do đó, chiếc 727 được ra đời. Động cơ JT8D thứ ba, được lắp ở ngay đuôi của thân máy bay, được tra dầu bằng một ống chữ s dẫn từ phía trước của đuôi (được tạo điều kiện thông qua một ống dẫn chữ s từ ống dẫn ở phía trước đuôi). Chiếc 727 nổi bật với những thiết bị nâng trên cánh của nó, do đó nó là một trong những máy bay phản lực đầu tiên có thể vận hành từ những sân bay có chiều dài đường băng khiêm tốn. Các kiểu thiết kế sau này của 727 đã được nới rộng ra để có sức chứa khách nhiều hơn và những thiết kế này kết thúc bằng cách thay thế các máy bay phản lực vận chuyển hành khách trước đo như phiên bản chị em của nó là chiếc 707, trên các tuyến bay nội địa.
Do chiếc 727 tỏ ra là một máy bay thương mại đáng tin cậy và linh hoạt và đã được chọn làm đội ngũ tàu bay nòng cốt của nhiều đội tàu bay của các hãng mới khởi đầu, đôi khi nó được mô tả là "DC-3 của thời đại máy bay phản lực."
Vào đầu thế kỷ 21, chiếc 727 vẫn là một phần quan trọng của đội bay các hãng hàng không Hoa Kỳ. Tuy nhiên, phần lớn các hãng hàng không lớn đã bắt đầu chuyển qua sử dụng máy bay phản lực hai động cơ, tiết kiệm nhiên liệu hơn và ít ồn hơn hơn loại 727 có 3 động cơ rõ ràng là ồn hơn. Ngoài ra, chiếc 727 là một trong những chiếc máy bay dân sự cuối cùng có phi hành đoàn gồm 3 người, bao gồm một kỹ sư bay, một thành viên phi hành đoàn mà công việc hiện nay đã được thực hiện bởi các hệ thống điều khiển bằng máy tính trên các máy bay mới hơn.

## Biến thể
Dữ liệu từ: Boeing Aircraft since 1916

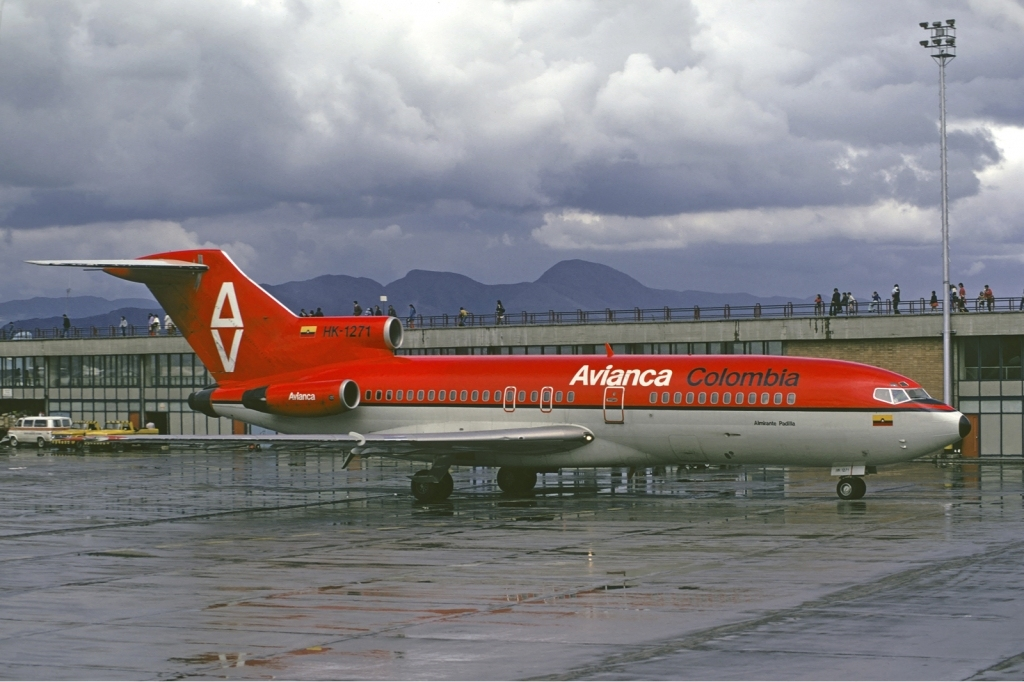
727-100 thuộc hãng Avianca

Có 2 biến thể 727; đầu tiên là -100 (ban đầu chỉ có 2 số là -30) giới thiệu năm 1960 và đưa vào hoạt động tháng 2 năm 1964. Biến thể 727-200 giới thiệu năm 1965 và đưa vào hoạt động tháng 12 năm 1967.

### 727-100
727-100C
727-100QC
727-100QF
Boeing C-22A
Boeing C-22B

### 727-200

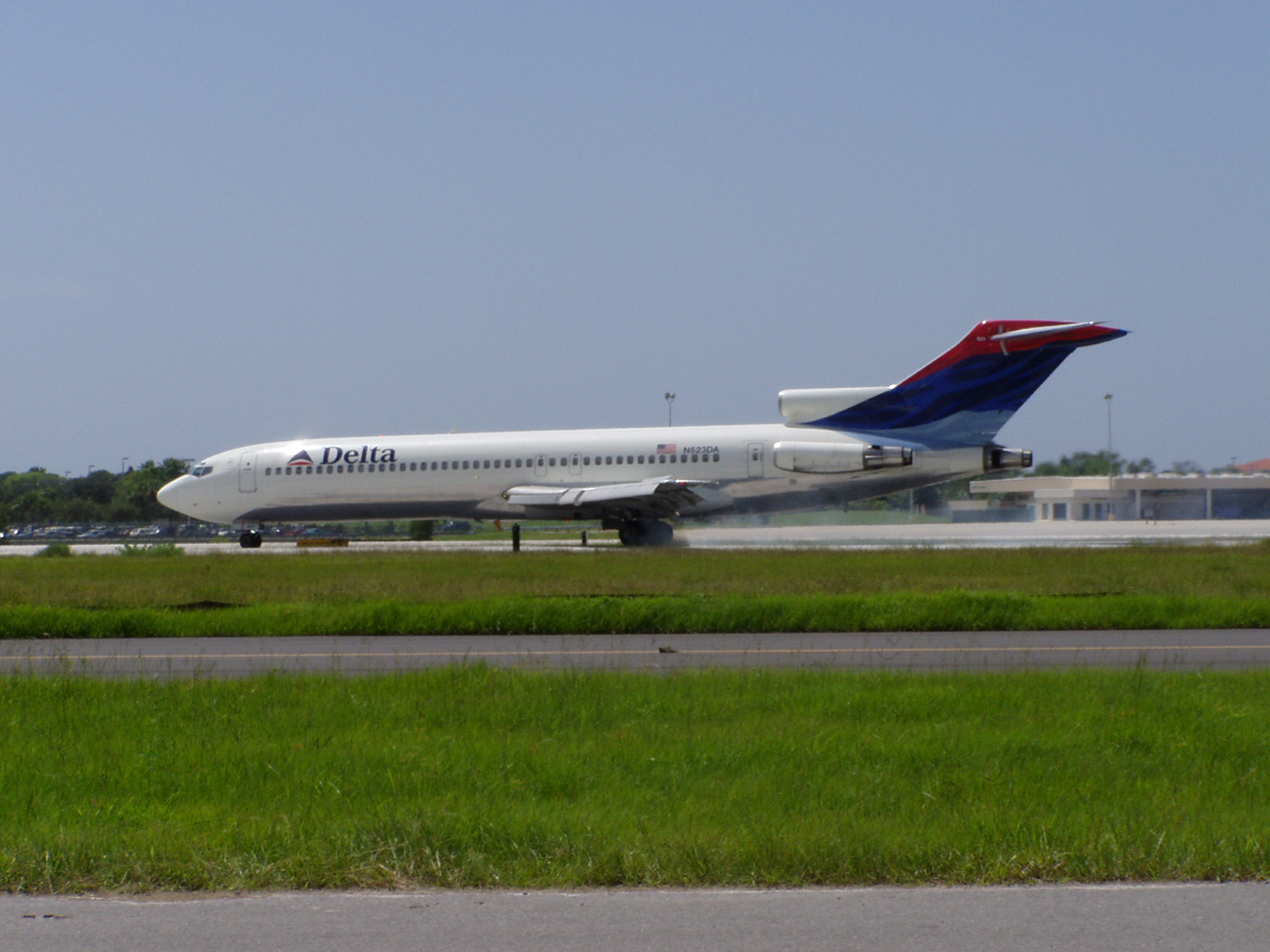
727-200 của hãng Delta Air Lines

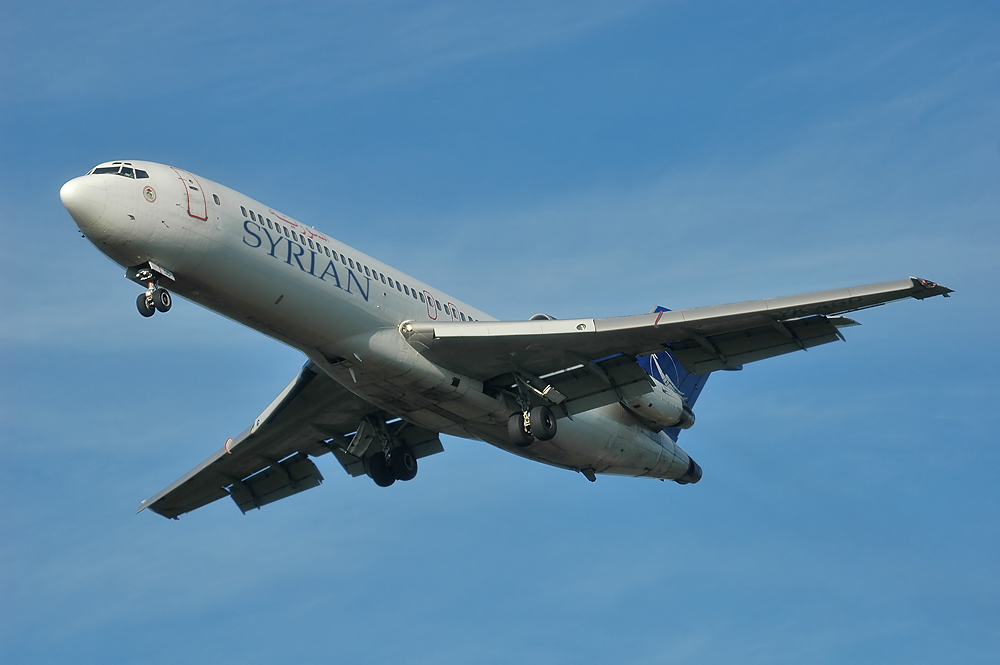
727-200Adv của hãng Syrian Air

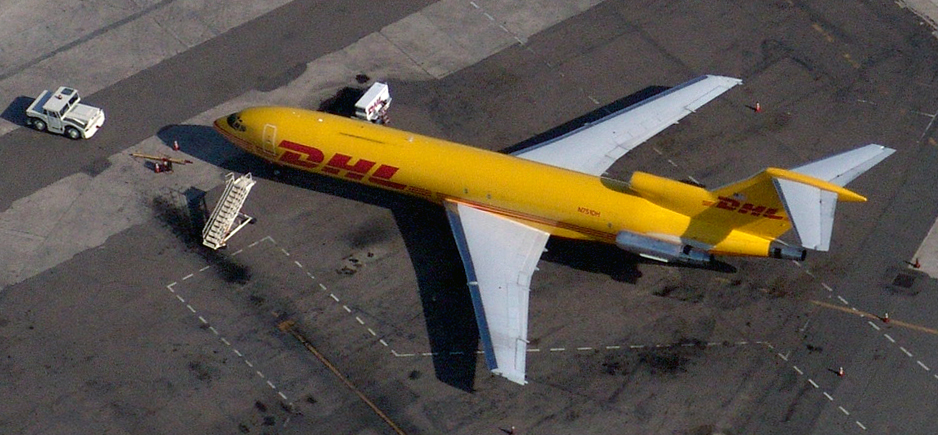
DHL 727-200F tại San Diego

727-200C
727-200 Advanced
727-200F Advanced
Super 27
Boeing C-22C

## Các hãng vận hành
Các hãng hàng không đang và từng sử dụng máy bay 727 có AeroSurce, Air Vietnam, Aerolíneas Argentinas, Aerolíneas Internacionales, Air Canada, Air France, Air Malta, ANA, Alitalia, American, Ansett, ASTAR, ATA Airlines, Avensa, Avianca, Aviacsa, Braniff International, China Airlines, Continental Airlines, Continental Micronesia, Copa, CP Air, Delta Air Lines, Dominicana, Eastern Air Lines, FedEx, First Air, Iberia, Iran Air, Japan Airlines, JAT, Korean Air, Lloyd Aereo Boliviano, Lufthansa, Mexicana, Northeast Airlines, Northwest Airlines, Olympic Airways, Pan Am, People Express, Philippine Airlines, Pride Air, Royal Air Maroc, Sabena, Singapore Airlines, South African Airways, TAA, Transbrasil, United Airlines, US Airways, Varig, VASP, Viasa, Western Airlines và một số các hãng hàng không thuê bao như: Carnival Air Lines, Tame và Hapag-Lloyd.
Đến tháng 2 năm 2022, chỉ còn 38 chiếc Boeing 727 (tất cả các biến thể) còn hoạt động.
Zero-Gravity Corporation sử dụng máy bay Boeing 727 cải hoán để cung cấp cho khách hàng một trải nghiệm ngắn về tình trạng không trọng lực, giống như Mũ Nôn mửa của NASA được sử dụng để huấn luyện những nhà du hành vũ trụ. Ngoài ra, máy bay 727 thỉnh thoảng được chính phủ sử dụng, bay cho các không lực của Benin, Burkina Faso và Afghanistan, trong số các nhóm nhỏ thuộc chính phủ đã sử dụng máy bay này. Quân đội Mỹ đã sử dụng 727 làm máy bay vận chuyển quân sự, được đặt tên là C-22. Các máy bay 727 thuộc Không lực New Zealand đã được thay thế bằng những chiếc 757.

## Sử dụng chính
Tính đến tháng 2 năm 2022, có 38 chiếc Boeing 727 (mọi biến thể) vẫn đang được sử dụng.

### Dân dụng

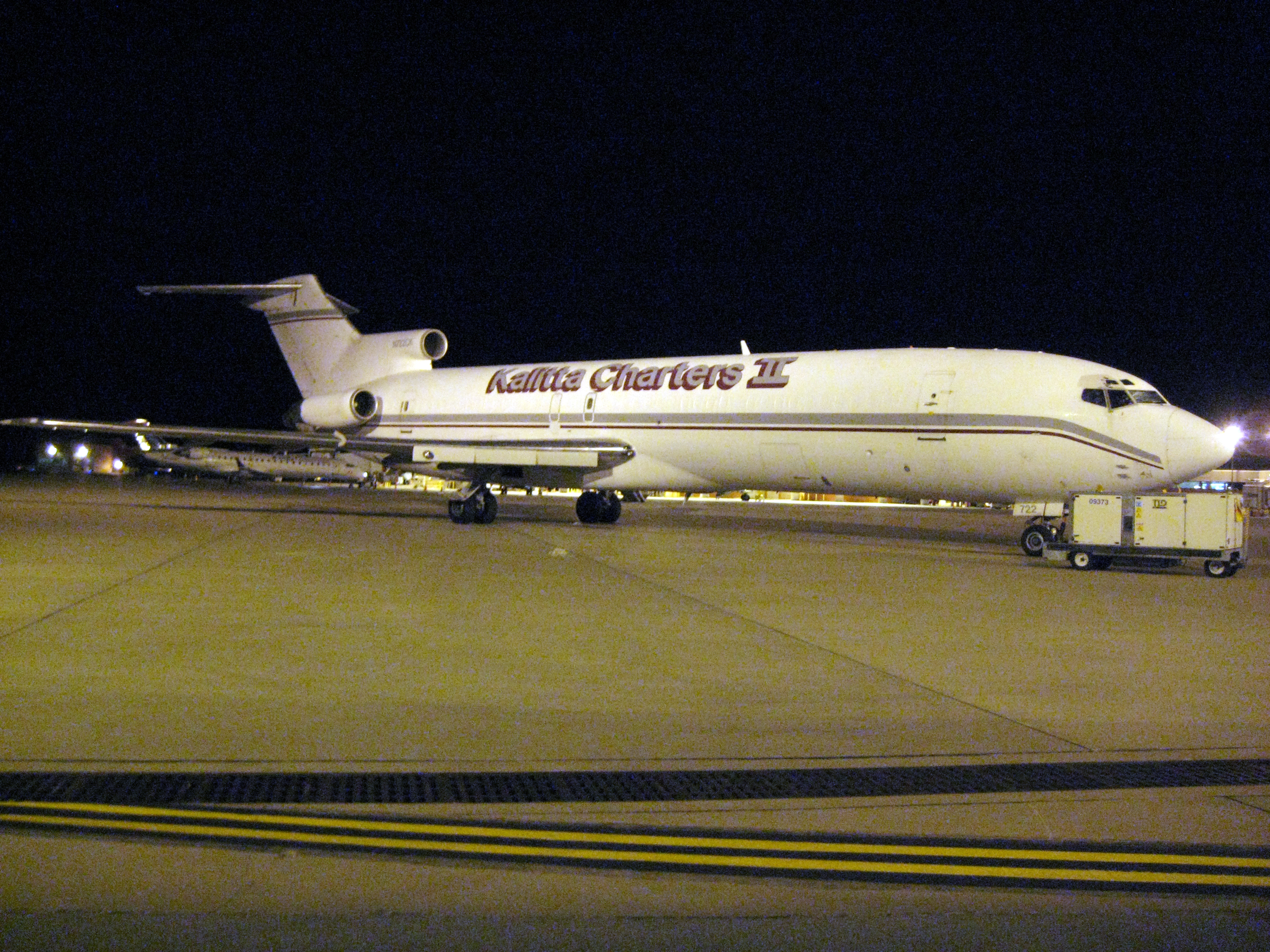
Kalitta Charters II 727-200, tại sân bay Blue Grass, Lexington, Kentucky

- Kalitta Charters (3 + 1 ngừng hoạt động)
- Líneas Aéreas Suramericanas (5)
- Total Linhas Aéreas (5)

### Chính quyền, quân đội
Afghanistan
- Không quân Afghanistan –  3 chiếc mua lại từ Ariana Afghan Airlines[5]

 Bénin
- Quân dội Benin (1)

 Bolivia
- Không quân Bolivia (Transporte Aereo Militar) (1)

 Burkina Faso
- Lực lượng Không quân Burkina Faso (1)

 Colombia
- Chính phủ Columbia
- Không quân Columbia (2)

 Cộng hòa Dân chủ Congo
- Không quân Congo (4)

 Djibouti
- Lực lượng Không quân Djibouti (2)[6]

 Ecuador
- Không quân Ecuador (1)

 Iraq
- Chính phủ Iraq, Salah Aldin (1)

 México
- Lực lượng Không quân Mexico (5) nghỉ hưu năm 2017
- Cảnh sát Phòng ngừa Liên bang (4)

 New Zealand
- Lực lượng Không quân Hoàng gia New Zealand (3) nghỉ hưu năm 2003

 United Kingdom
- OSRL[7]

 Hoa Kỳ
- Không quân Hoa Kỳ –  trước đây được sử dụng như một phương tiện vận tải quân sự, được đặt tên là C-22.

## Thông số kỹ thuật
| Kích thước                   | 727-100                 | 727-200                     |
| ---------------------------- | ----------------------- | --------------------------- |
| Chiều dài                    | 40,6 m hay 133 ft 2 in  | 46,7 m hay 153 ft 2 in      |
| Sải cánh                     | 32,9 m hay 108 ft       | 32,9 m hay 108 ft           |
| Chiều cao                    | 10,3 m hay 34 ft        | 10,3 m hay 34 ft            |
| Trọng lượng không nhiên liệu | 45.360 kg (100.000 lb)  | 45.360 kg (100.000 lb)      |
| Trọng lượng cất cánh tối đa  | 76.818 kg (169.000 lb)  | 95.227 kg (209.500 lb)      |
| Tốc độ bay tiết kiệm xăng    | .81 Mach                | .81 Mach                    |
| Tốc độ tối đa                | .90 Mach                | .90 Mach                    |
| Tầm bay đầy tải              | 5000 km (2700 nm)       | 4450 km (2400 nm)           |
| Sức chứa nhiên liệu tối đa   | 31.000 liters 8.186 USG | 37.020 liters hay 9.806 USG |
| Động cơ                      | 3                       | 3                           |
| Phi hành đoàn                | Ba                      | Ba                          |
| Số chỗ tối đa                | 149                     | 189                         |

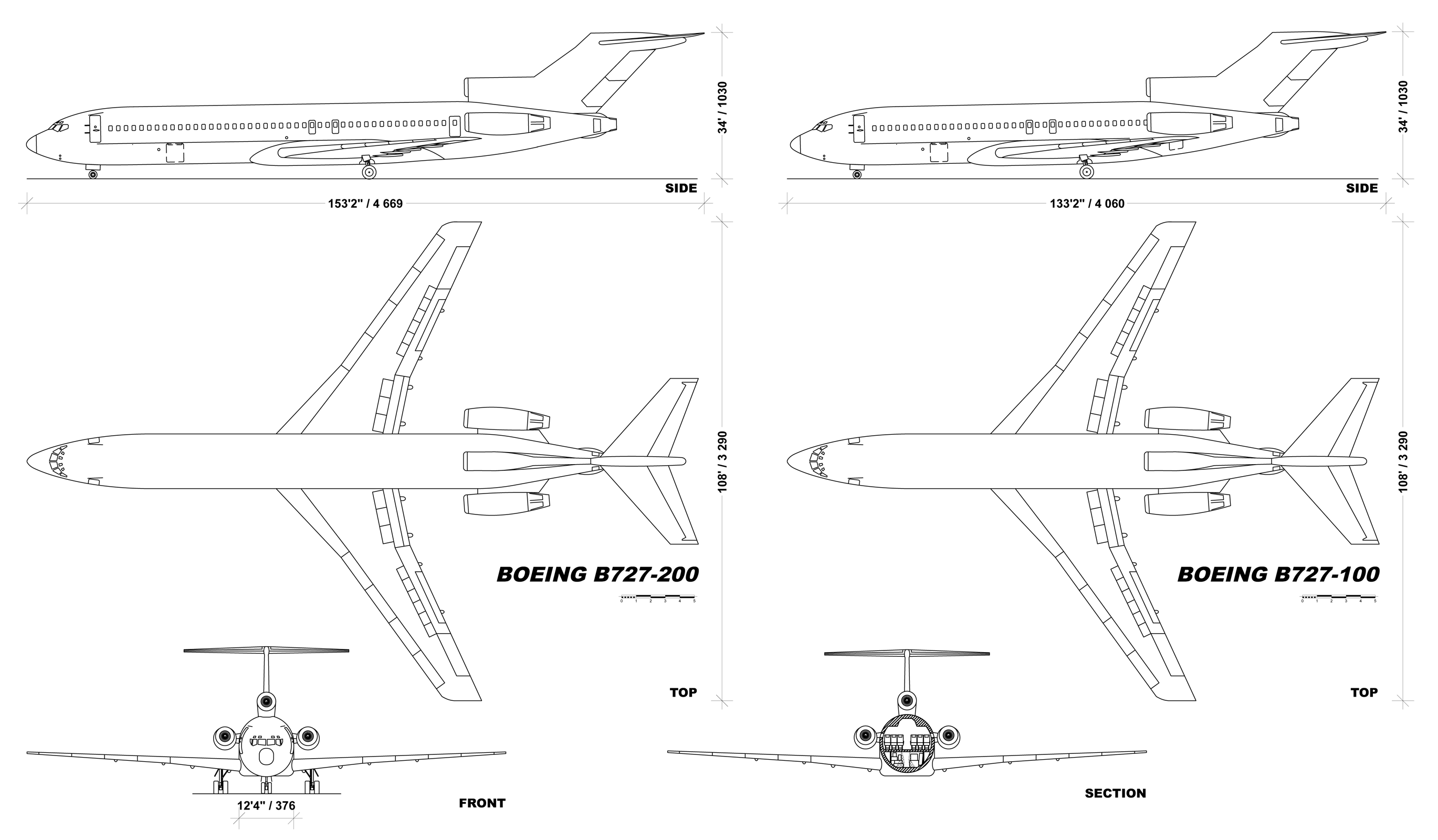
Boeing 727

Trong nhiều năm, Boeing 727-200 đã có lốp chịu tải cao nhất trong các loại máy bay sản xuất, với tải suất tối đa là 45.240 lb (20.520 kg) cho mỗi bánh chính khi máy bay chở đầy tải. Do các phàn nàn về hư hại cho mặt rải nhựa của sân bay do 727 gây ra, các loại máy bay vận tải nặng sau này như Boeing 747 đã được thiết kế với nhiều bộ bánh hạ cánh để giảm trọng lượng trên mỗi lốp. Tải trên lốp tối đa của 727 gần đây mới chỉ bị qua mặt bởi các biến thể khác nặng hơn của Boeing 777.

### Đơn hàng
| 1983 | 1982 | 1981 | 1980 | 1979 | 1978 | 1977 | 1976 | 1975 | 1974 | 1973 | 1972 |
| ---- | ---- | ---- | ---- | ---- | ---- | ---- | ---- | ---- | ---- | ---- | ---- |
| 1    | 11   | 38   | 68   | 98   | 125  | 133  | 113  | 50   | 88   | 92   | 119  |
| 1971 | 1970 | 1969 | 1968 | 1967 | 1966 | 1965 | 1964 | 1963 | 1962 | 1961 | 1960 |
| 26   | 48   | 64   | 66   | 125  | 149  | 187  | 83   | 20   | 10   | 37   | 80   |

### Giao hàng
| 1984 | 1983 | 1982 | 1981 | 1980 | 1979 | 1978 | 1977 | 1976 | 1975 | 1974 | 1973 |
| ---- | ---- | ---- | ---- | ---- | ---- | ---- | ---- | ---- | ---- | ---- | ---- |
| 8    | 11   | 26   | 94   | 131  | 136  | 118  | 67   | 61   | 91   | 91   | 92   |
| 1972 | 1971 | 1970 | 1969 | 1968 | 1967 | 1966 | 1965 | 1964 | 1963 | 1962 | 1961 |
| 41   | 33   | 55   | 114  | 160  | 155  | 135  | 111  | 95   | 6    | 0    | 0    |